# فاکتور رشد فیبروبلاست ۴
فاکتور رشد فیبروبلاست ۴ (انگلیسی: FGF4) یک پروتئین در انسان است که بوسیلهٔ ژن FGF4 رمزگذاری می‌شود. این پروتئین از خانوادهٔ عامل رشد فیبروبلاست (FGF) می‌باشد.